# مدرسة لاسال الثانوية
مدرسة لا سال الثانوية هي مدرسة ثانوية أبرشية كاثوليكية، خاصة بالذكور، في سينسيناتي، أوهايو، الولايات المتحدة الأمريكية. تم افتتاح المدرسة في 6 سبتمبر 1960 وتم تسميتها على شرف جان بابتيست دي لاسال، القس الفرنسي والمصلح التربوي. تم تخصيص المدرسة رسميًا في 14 مايو 1961. أسسها معهد إخوة المدارس المسيحية.

## خريجون متميزون
الرياضة
- درو كريسمان - لاعب كرة قدم محترف، سينسيناتي بنغلس
- ميك كرونين (1990) - المدرب الرئيسي، كرة السلة للرجال UCLA Bruins [5]
- يوم زاك (1996) - إبريق بيسبول محترف، نادي واشنطن الوطني وكولورادو روكيز [6]
- جيري دويرجر (1978) - هجوم احترافي لكرة القدم، شيكاغو بيرز [7]
- مارك فيشر (1993) - مركز كرة قدم محترف، واشنطن ريدسكينز [7]
- دون هاسيلبك (1973) - نهاية مشددة لكرة القدم الاحترافية، نيو إنجلاند باتريوتس
- ديف لافاري (1973) - هجوم احترافي لكرة القدم، نيو أورلينز ساينتس [7]
- توم لوكين (1968) - حارس كرة قدم محترف، فيلادلفيا إيجلز [7]
- سام ماكونيل (1994) - لاعب MLB، أتلانتا بريفز
- داريل ميدوز (1979) - لاعب كرة قدم محترف، هيوستن أويلرز [7]
- تيم نيهرينغ - لاعب بيسبول محترف، بوسطن ريد سوكس
- ديفير بوسي - مستقبل كرة قدم محترف على نطاق واسع، هيوستن تكساس [8]
- جوليان بوسي - ركن باك محترف لكرة القدم، نيويورك جيتس [9]
- بيل شميتز - مدرب كرة القدم، أكاديمية خفر السواحل الأمريكية [10]
- برنت سيليك - نهاية مشدودة لكرة القدم الاحترافية، فيلادلفيا ايجلز
- تايلر شيهان - قورتربك محترف لكرة القدم، سينسيناتي كوماندوز
- كريس سميث (1981) - رؤساء كانساس سيتي يتراجعون [7]

الفن
- جوشوا ليبار - ممثل حاشية

السياسة
- لويس دبليو بليسينج الابن (1966) - ممثل ولاية أوهايو وعضو مجلس الشيوخ [11]
- ستيف شابوت (1971) - ممثل الولايات المتحدة عن الدائرة الأولى

الدين
- جوزيف ر.بينزر (1973) - الأسقف المساعد، أبرشية سينسيناتي